# Sonia Corrochano
Sonia Corrochano (l'Hospitalet de Llobregat, 1975) és una enginyera catalana. Des de 2012 és directora de l'Aeroport de Barcelona - el Prat en substitució de Fernando Echegaray. Llicenciada en enginyeria superior aeronàutica per la Universitat Politècnica de Madrid, va exercir prèviament com a responsable de la divisió d'operacions de l'Aeroport de Barcelona, liderant i supervisant els departaments de serveis de terra, gestió i planificació d'operacions i seguretat aeronàutica. El febrer de 2007 va ser nomenada cap del departament de Gestió Operativa, on, entre altres funcions, va destacar la seva col·laboració amb Aena Internacional en un projecte dut a terme a Angola per realitzar una avaluació i una assistència tècnica d'aeroports.